# Conglomerant
El conglomerant és aquell material capaç d'unir fragments d'un o més materials i donar cohesió al conjunt mitjançant transformacions químiques a la seva massa que originen nous compostos. Es fan servir com a mitjà d'unió per aconseguir resistències mecàniques, formant pastes anomenades morters o argamasses. Els conglomerants més habituals són el guix, la calç, i el ciment. Es classifiquen, segons la seva composició. Són materials importants en la construcció per formar part de gairebé tots els seus elements.
Els aglomerants són materials capaços d'unir fragments d'una o diverses substàncies i donar cohesió al conjunt per processos purament físics, com per exemple el fang quan s'asseca. Arxivat 2010-12-14 a Wayback Machine.

## Classificació de materials aglomerants
Els materials aglomerants es classifiquen en:
- Materials aglomerants pètrics, com ara guix, calç, magnèsia, etc.
- Materials aglomerants hidràulics com poden ser el ciment, calç hidràulica, formigó, rajola hidràulica, etc.
- Materials aglomerants hidrocarbonats com poden ser quitrà, betum, etc.

## Guix
El guix és el producte resultant de la deshidratació total o parcial de l'algeps o pedra tosca. Aquesta pedra es mol i es porta a un forn giratori, en el seu interior es deshidrata, calcina i cristaliza entre 400 °C i 500 °C, amb posterioritat el producte obtingut es refreda i es redueix a pols en molins de boles. Aquesta pols pastada amb aigua forja i endureix amb extraordinària rapidesa (morter de guix).

## Calç
La calç és un producte resultant de la descomposició de les roques calcàries per l'acció de la calor. Aquestes roques escalfades a més de 900 °C produeixen o s'obtenen l'òxid de calci, conegut amb el nom de calç viva, producte sòlid de color blanc i pes específic de 3,4 kg/dm. Aquesta calç viva posada en contacte amb l'aigua s'hidrata (apagat de la calç) amb despreniment de calor, obtenint una pasta tova que pastada amb aigua i sorra es confecciona el morter de calç o estúpid, molt emprat en arrebossat d'exteriors. Aquesta pasta llimada s'empra també en imprimació o pintat de parets i sostres d'edificis i cobertes.

## Ciment
El ciment és el material aglomerant més important dels emprats en la construcció. Es presenta en estat de pols, obtingut per cocció a 1550 °C d'una barreja de pedra calcària i argila. Aquestes pedres, abans de ser triturades i moltes, es calcinen en forns especials, fins a un principi de fusió o vitrificació.

## Formigó
El formigó és un producte aglomerat constituït per una barreja de grava, graveta, sorra, ciment i aigua. És la pedra artificial per excel·lència, atès que el seu ús en la construcció moderna s'ha fet així imprescindible tant en fonaments com en estructura i forjats.
La composició i dosificació del formigó tenen un paper transcendental, ja que d'ells depèn les propietats o característiques generals (mecàniques o físico-químiques) del futur.
El formigó pastat té la propietat d'adaptar a la forma del recipient o motlle on s'aboca, raó per la qual pot adoptar qualsevol forma constructiva mitjançant l'encofrat (motlle o recipient realitzat a mà utilitzant talles de fusta o planxes metàl·liques ajustables).